# Гафаров, Абляким Селимович
Абляки́м Сели́мович Гафа́ров (крымскотат. Ablâkim Selim oğlu Ğafarov, Абляким Селим огълу Гъафаров; 23 сентября 1907 — 5 февраля 1976) — советский партийный, государственный и хозяйственный деятель.

## Биография
Родился в деревне Чайгоз Евпаторийского уезда. По национальности крымский татарин. Воспитывался в детском доме имени Н. К. Крупской. В 1926 году окончил сельскохозяйственную школу в поселке Каратёбе, после чего работал секретарем Евпаторийского РК ЛКСМ Крымской АССР и на партийных должностях.
В 24-летнем возрасте по личному ходатайству Орджоникидзе был назначен директором Сакского бромзавода (1931—1934). Одновременно в 1930—1935 годах учился во Всесоюзной инженерно-промышленной академии, которую окончил с отличием.
В 1935—1938 управляющий Химсольтреста Министерства химической промышленности СССР. С 14 августа 1938 по 10 октября 1940 года ответственный секретарь бюро и зам. председателя Комиссии советского контроля, с 1940 Главный контролёр наркомата Госконтроля СССР.
20 июня 1941 года назначен зам. председателя государственной штатной комиссии при Совнаркоме. С 1942 года заместитель заведующего управлением кадров ЦК ВКП (б), занимался вопросами, связанными с авиацией и металлургией. С марта 1946 года первый зам. наркома, министра Госконтроля СССР. Затем — начальник Управления полимерной промышленности при СМ СССР.
Награждён двумя орденами Ленина, орденами Трудового Красного Знамени, Отечественной войны I степени.
После 1956 года участник движения за возвращение крымских татар в Крым.
Умер 5 февраля 1976 года в Москве. Похоронен на Даниловском мусульманском кладбище.

## Память
В его честь названа улица в Киевском районе Симферополя, микрорайон Хошкельды.